# Михеил Сакашвили
Михеил Николозис дзе Сакашвили (груз. მიხეილ ნიკოლოზის ძე სააკაშვილი, укр. Міхеіл Ніколозович Саакашвілі; Тбилиси, 21. децембар 1967) је грузијски и украјински политичар, правник и бивши председник Грузије од 2004. до 2013. године. Био је предводник Револуције ружа и демонстрација узрокованих незадовољством радом тадашњег председника Едуарда Шеварднадзеа, које су довеле до његове оставке. Сакашвили након тога побеђује на председничким изборима на којима и сам Шеварднадзе гласа за њега. По други пут је изабран на исту дужност 20. јануара 2008. године.
На месту председника био је до 2013. године, а политичку каријеру је наставио 2015. године у Украјини где је прво био саветник председника Петра Порошенка, а од маја 2015. до новембра 2016. године се налазио на челу Одеске области.

## Младост и образовање
Сакашвили је рођен 21. децембра 1967. године у Тбилисију, Грузијска ССР, СССР. Његов отац је медицински радник у Тбилисију, док је његова мајка историчарка која предаје на Државном универзитету у Тбилисију.
Служио је обавезни војни рок у Граничним трупама СССР-а на аеродрому Бориспиљ у Украјинској ССР од 1989. до 1990. године. Године 1988. искључен је из Комсомола због дељења дисидентске литературе. Дипломирао је на Институту међународних односа Националног универзитета Кијева Тарас Шевченко 1992. године. Током студија био је пријатељ са будућим председником Украјине Петром Порошенком. Учествовао је у студентским протестима у Украјини 1990. године.
Сакашвили је кратко радио као официр за људска права у привременом Државном савету Грузије након збацивања председника Звијада Гамсахурдија са власти. Недуго затим је добио стипендију Стејт департмента САД. Стекао је мастер диплому на Правном факултету Универзитета Колумбија. Похађао је Школу међународних и јавних односа на Универзитету Џорџ Вашингтон, а 1995. године стекао је диплому на Међународном институту људских права у Стразбуру.

## Политичка каријера у Грузији
Сакашвили је био на пракси у Уједињеним нацијама. Након студија, током адвокатске праксе у Њујорку, његов стари пријатељ Зураб Жванија, сарадник председника Едуарда Шеварднадзеа, наговорио је Сакашвилија на улазак у политику. Изабран је за посланика у Парламенту Грузије на изборима 1995. године као члан Шевардназдеове странке Савез грађана Грузије. У наредним годинама је био једна од најпопуларнијих личности у Грузији након Шеварднадзеа, а 2000. године је изабран за потпредседника Парламентарне скупштине Савета Европе.
Сакашвили бива изабран за министра правде 12. октобра 2000. године. Спровео је велике реформе кривичног права и затворског система. Као министар је оптужио министра државне безбедности и шефа полиције Тбилисија за корупцију.
Поднео је оставку на месту министра и напустио Савез грађана Грузије 2001. године. Исте године основао је проевропски Јединствени национални покрет. Годину дана касније изабран је за председника Скупштине Тбилисија. Јединствени национални покрет је учествовао на парламентарним изборима 2003. године и освојио 18.74%. Сакашвили је тврдио да је дошло до изборне крађе.  Био је предводник Револуције ружа и демонстрација узрокованих незадовољством радом тадашњег председника Едуарда Шеварднадзеа, које су довеле до његове оставке. Сакашвили након тога побеђује на председничким изборима 2004. године на којима и сам Шеварднадзе гласа за њега, освојивиши чак 96% гласова, поставши најмлађи председник у Европи.
Залагао се за улазак у Европску унију и НАТО. Суочио се са сепаратизмом у Абхазији и Јужној Осетији. За време његовог мандата промењена су застава, грб и химна Грузије. На почетку свог мандата такође се суочио са политичком кризом у Аутономној Републици Аџарији коју је предводио Аслан Абасхидзе који је сматран за проруског политичара. Криза је претила да се претвори у оружани конфликт али је Сакашвили успео да реши кризу мирним путем што је довело до оставке Абасхидзе. Званично је рехабилитовао првог председника Звијада Гамсахурдију.
Охрабрен успехом у Аџарији, Сакашавили је преусмерио труд на решавање питања Јужне Осетије и њен повратак под контролу Грузије. Власти Јужне Осетије су одговориле милитаризацијом и дошло је до окршаја између Јужне Осетије и Грузије.
Сакашвили се ослањао на ЕУ и НАТО и спровео реформу и модернизацију Оружаних снага Грузије.
По други пут је изабран на исту дужност на председничким изборима 2008. године са 54% гласова.
Дана 22. фебруара 2008. године, Сакашвили се састао са председником Русије Владимиром Путином како би нашли договор о ко ваздухопловних услова. Исте године, након серије окршаја између Грузије и Јужне Осетије, Русија је одлучила да интервенише на страни Јужне Осетије против Грузије и тако је започео рат између Грузије и Русије. Рат се заврштио споразумом о примирју. Дана 26. августа 2008. године, Дмитриј Медведев је потписао указ о признању Јужне Осетије и Абхазије као две независне државе. Грузија је одговорила прекидом дипломатских односа са Русијом. Средином септембра 2008. године Дмитриј Медведев је оптужио Михаила Сакашвилија да је непредвидљиви патолошки и ментално нестабилни наркоман, као и да га Русија више не сматра председником Грузије, већ „политичким лешом“.
Политички противници су га оптуживали за корупцију.
Јединствени национални покрет је изгубио на парламентарним изборима 2012. године од странке Грузијски сан бизнисмена Бидзине Иванишвилија. Устав му није дозвољавао да се кандидује за трећи мандат на председничким изборима 2013. године. Након избора је напустио Грузију. Наставио је да води странку из егзила.

### Кривично гоњење у Грузији
Државно тужиластво Грузије је, 28. јула 2014. године, оптужило Сакашвилија због претеране и неовлашћене употребе силе за време демонстрација 2007. године. Дана 2. августа 2014. године суд у Тбилисију расписао је потерницу за њим. Сакашвили је пре тога побегао у САД.
Сакашвили је 13. августа 2014. године оптужен за проневеру буџетских средстава, док је 14. августа расписана интерна потрага, а 31. августа покренута је процедура за расписивање међународне потраге. Интерпол је 1. августа 2015. године одбио да стави Сакашвилија на међународној потерници, како су то тражиле грузијске власти. У септембру је заплењена имовина породице Сакашвили. Заплењени су и његови лични банковни рачуни у Грузији.
У марту 2015. године, Украјина је одбила захтев Грузије за изручење Сакашвилија, јер је сматрала да су кривични поступци против њега политички мотивисани.
Сакашвили је 1. јуна 2015. године изјавио да се одрекао (три дана раније) грузијског држављанства како би избегао „гарантован затвор“ у Грузији. Устав Украјине забрањује екстрадицију Украјинаца другим државама.
Грузијско главно тужилаштво је 8. августа 2017. године године тврдило да ће Сакашвили ити осуђен на до 11 година затвора (оптужбе су укључивале трошење јавних средстава на личне потребе, злоупотребу положаја током растурања демонстрација 7. новембра 2007. године, пребијања бившег поосланика Валерија Гелашвилија и рације на ТВ Имеди). Грузија је 18. августа 2017. године затражила од Украјине да изручи Сакашвилија. Украјинске власти су 5. септембра потврдиле да су примиле захтев из Грузије.
Градски суд у Тбилисију је 5. јануара 2018. године осудио Сакашвилија на три године затвора у одсуству због злоупотребе овлашћења у помиловању бивших званичника Министарства унутрашњих послова осуђених у случају убиства Сандра Гиргвлијанија 2006. године. Градски суд у Тбилисију је 28. јуна 2018. прогласио Сакашвилија кривим за злоупотребу овлашћења председника покушавајући да прикрије доказе у вези са премлаћивањем опозиционог посланика Валерија Гелашвилија 2005. и осудио га у одсуству на шест година затвора. Сакашвили и његове присталице осудили су пресуду као политички мотивисану.
Након повратка у Грузију 2021. године, Сакашвили је ухапшен и додатно оптужен за илегални прелазак границе. Током притвора започео је штрајк глађу. Сакашвили се и даље налази у затвору.

## Политичка каријера у Украјини
Сакашвили је подржао и евромајдански покрет за време рушења украјинске владе и председника Виктора Јануковича. За време немира у Кијеву појавио се и као званични говорник на бини на Тргу Независности. За време рата на истоку Украјине, новоизабрани председник Петро Порошенко именовао га је за свог саветника. На тај акт реаговала је грузијска влада, која је позвала украјинског амбасадора у Тбилисију на разговор. Дана 17. фебруара 2015. године врховни тужилац Грузије затражио је од украјинских власти његово изручење. Од маја 2015. до новембра 2016. био је гувернер Одеске области. Године 2017. председник Порошенко му је одузео држављанство Украјине, не наводећи разлог за то. Касније је ухапшен у Украјини и депортован у Пољску.
Касније се вратио у Украјини кад му је председник Володимир Зеленски обновио држављанство. Основао је Покрет нових снага и учествовао на парламентарним изборима 2019. године. Његова странка је освојила 0,46%,и није успела да стекне парламентарни статус.